# 애니콜 T*옴니아
애니콜 T*옴니아(Anycall T*Omnia)는 삼성전자에서 2008년 11월 26일에 출시한 스마트폰이다. 삼성 옴니아를 대한민국 시장 실정에 맞게 리모델링하여 출시한 제품이며, 대한민국 시장에 출시된 스마트폰 중 유일하게 위성 DMB 수신기를 내장한 기종이다.
외관이 애니콜 햅틱 II와 유사하고, 햅틱 아몰레드가 나오기 이전까지는 화면이 가장 큰 스마트폰이었다.

## 모델별 차이
각 모델별 차이는 아래와 같다.
| 모델명   | 통신사   | 내장 메모리 |
| -------- | -------- | ----------- |
| SCH-M490 | SK텔레콤 | 4GB         |
| SCH-M495 | SK텔레콤 | 16GB        |

## 사진

T*옴니아
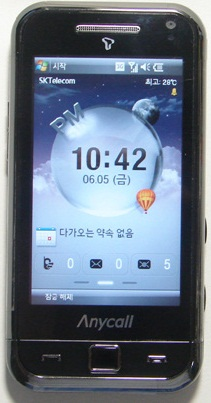
T*옴니아

## 같이 보기
- 삼성 옴니아